# Langfang
Langfang är en stad på prefekturnivå i provinsen Hebei i norra Kina. Den består av två delar, som åtskiljs av de angränsande storstadsområdena Peking och Tianjin. 
Staden var tidigare känd som Anci, vilket idag är namnet på ett av stadens stadsdistrikt. Stadsdistrikten hade 2000 ungefär 0,7 miljoner invånare på en yta av 908 km². 

## Administrativ indelning
Langfang består av två stadsdistrikt, två städer på häradsnivå, fem härad och ett autonomt härad för hui-kineser (muslimer):
- Anci – stadsdistrikt
- Guangyang – stadsdistrikt
- Bazhou – stad på häradsnivå
- Sanhe – stad på häradsnivå
- Gu'an – härad
- Yongqing – härad
- Xianghe – härad
- Dacheng – härad
- Wen'an – härad
- Dachang  – autonomt härad

## Demografi
| Område                         | Invånarantal 1 juli 1990 | Invånarantal 1 november 2000 |
| ------------------------------ | ------------------------ | ---------------------------- |
| Stad (de jure)                 | Ingen uppgift            | 639 834                      |
| Stad (de facto)                | 597 080                  | 715 388                      |
| Urban befolkning (de facto)    | 160 722                  | 375 860                      |
| ...varav centralort (de facto) | 115 101                  | Ingen uppgift                |